# Districtul Toplica
Districtul Toplica (în sârbă Топлички округ) este o unitate administrativă de gradul I, situată în partea de sud a Serbiei. Reședința sa este orașul Prokuplje. Cuprinde 4 comune care la rândul lor sunt alcătuite din localități (orașe și sate).

## Comune
- Prokuplje
- Blace
- Kuršumlija
- Žitorađa